# Gunung Srandil
Gunung Srandil är ett berg i Indonesien.   Det ligger i provinsen Jawa Timur, i den västra delen av landet, 600 km öster om huvudstaden Jakarta. Toppen på Gunung Srandil är 2 207 meter över havet, eller 86 meter över den omgivande terrängen. Bredden vid basen är 0,70 km.
Terrängen runt Gunung Srandil är bergig åt sydväst, men åt nordost är den kuperad. Runt Gunung Srandil är det mycket tätbefolkat, med 1 692 invånare per kvadratkilometer. Närmaste större samhälle är Malang, 16,8 km öster om Gunung Srandil. I omgivningarna runt Gunung Srandil växer i huvudsak städsegrön lövskog.